# Robosi anija
A Robosi anija (hangul: 로봇이 아니야, RR: Robosi aniya), angol címén I'm Not a Robot, egy 2017-ben bemutatott dél-koreai televíziós sorozat, melyet az MBC csatorna vetített Ju Szungho (Yoo Seung-ho), Cshe Szubin (Chae Soo-bin) és Um Gidzsun (Um Ki-joon) főszereplésével.

## Szereplők
- Ju Szungho (Yoo Seung-ho) (유승호): Kim Mingju (김민규, Kim Min-kyu)
- Cshe Szubin (Chae Soo-bin) (채수빈): Csho Dzsia / Aji 3 (조지아 / 아지3, Jo Ji-ah / Aji 3)
- Um Gidzsun (Um Ki-joon) (엄기준): Hong Bekgjun (홍백균, Hong Baek-kyun)